# Древобород
Древобород (синд. Fangorn, англ. Treebeard, варианты перевода — Фангорн, Древень, Древесник, Древобрад, Трибирд) — в легендариуме Дж. Р. Р. Толкина — древнейший энт, второстепенный персонаж эпоса «Властелин колец».

## Этимология имени
Древобород — один из нескольких персонажей трилогии, чьё имя имеет описательное значение. Его имя происходит от англ. tree «дерево» и англ. beard «борода». На эльфийском языке его называют Фангорн, этим же именем зовётся лес, где живут энты.

## Описание
По характеру Древобород неспешен, ему требуется немало времени, чтобы принять решение, а тем более — чтобы предпринять какое-либо действие. Однако, когда Древобород и совет энтов всё-таки принимают решение, они действуют решительно и быстро. 

## Участие в Войне Кольца
В один из ключевых моментов второй книги трилогии Властелин Колец, «Две крепости» энты на энтомолвище, возмущённые уроном, который орки Сарумана нанесли лесу, с подачи Мериадока Брендибака и Перегрина Тука решают атаковать Изенгард — цитадель Сарумана и главную базу урук-хай. Они немедленно приводят план в исполнение и, затопив Изенгард, заключают Сарумана и его слугу Гриму Гнилоуста под стражу.

## Древобород и Фимбретиль
Фимбретиль была женой Древоборода. С ней они были вместе с Первой Эпохи Арды, однако после уничтожения Сауроном садов Жён Энтов во Вторую Эпоху, бесследно исчезла вместе с другими жёнами энтов. Во время действия событий романа Властелин Колец, Древобород и Фимбретиль не виделись больше трёх тысяч лет.